# Nicolas Versoris
Nicolas Versoris, mort après 1549, est un avocat français ayant exercé au Parlement de Paris de 1519 à 1530. Issu de la famille Versoris, il est notamment à l'origine du Livre de Raison de Maître Nicolas Versoris, avocat au Parlement de Paris (1519-1530), édité en 1885 par l'archiviste Gustave Fagniez.

## Biographie

### Jeunesse et formation
La famille de Nicolas Versoris est issue du milieu de la bourgeoisie parisienne, et surtout de la magistrature de Paris.Certains membres de sa famille sont plus connus comme Pierre de Versoris, son neveu, qui fit notamment parler de lui en défendant les Jésuites contre l'Université défendue par Etienne Pasquier en 1565.
Nous ne connaissons pas ses dates de naissance et de mort et nous avons très peu d'informations sur sa jeunesse. Nicolas Versoris a tout de même suivi une formation juridique en tant que clerc auprès de Me Macé Coustan, prévôt de Gonesse et procureur au Châtelet de Paris.

### Œuvres
Nicolas Versoris a laissé un livre de raison dans lequel il témoigne des mœurs judiciaires de l'époque. Il relate les exécutions des meurtriers sous le règne de François 1er et décrit même les mises à mort de protestants à Paris qu'il semble presque approuver car il se revendique bon catholique. De fait, son journal semble représentatif de l'opinion d'un bourgeois parisien ordinaire face à des évènements historiques dont il ne mesure pas nécessairement les tenants et aboutissants, mais il permet de confirmer ou de compléter des  éléments issus d'autres sources, comme par exemple Le journal d'un bourgeois de Paris sous François 1er.
Dans ce journal, il se montre discret quant à sa vie personnelle. Il précise, cependant, que sa première femme, Marie Regnart est morte de la peste en 1522 et qu'il a épousé en 1523 Catherine des Moulins. Il mentionne également trois frères Jean, Pierre et Guillaume,ainsi qu'un neveu Pierre avocat au Parlement de Paris. 
Son journal  a été utilisé à plusieurs reprises par Emmanuel Le Roy Ladurie pour connaître le temps qu'il faisait à cette époque. Par exemple, Nicolas Versoris avait noté, en mai 1521,  une merveilleuse cherté du pain à la suite d'un coup d'échaudage intervenu sur la moisson de 1520 et insistait sur la conséquence sur les plus pauvres (intolérable indigence des pauvres de Paris). En 1527, il indiquait qu'on avait sorti  la châsse de Sainte Geneviève pour implorer une intervention divine afin de faire cesser les pluies ininterrompues d'avril à mai 1527 .